# 少衛 (右垣)
少衛 (右垣) ，也稱為紫微右垣六，拉丁化的名稱是是鹿豹座α，是在北天球星座鹿豹座的一顆恆星。它的視星等為4.3等，是這個不太突出的拱極星座中第三亮的恆星； 第一和第二亮的恆星分別是八穀增十四（鹿豹座β）和鹿豹座CS。它是星座中距離最遠的恆星，根據視差的量測，距離地球約6,000光年。

## 描述
少衛 (右垣)的恆星分類為O9Ia，「Ia」表示它是O-型亮超巨星。它是一顆大質量恆星，其質量是太陽的37.6倍，半徑是太陽半徑的32.5倍。表面的有效溫度為29,000K；比太陽5,778K的有效溫度高得多，使其具有O型星特有的藍色色調。它發射的光度是太陽的676,000倍，是一個弱X射線發射天體。
少衛 (右垣)的光譜線輪廓變化是由光球和恆星風的波動引起；這也可能是由非徑向脈動引起的。光譜中的吸收線顯示徑向速度變化，然而週期存在很大的不確定性，估計從0.36天到2.93天不等。來自這顆恆星的恆星風不是平滑和連續的，而是在大尺度和小尺度上表現出聚集（結塊）的行為。這顆恆星正以每年損失約6.3 × 10−6 太陽質量，或相當於每160,000年失去一顆太陽的質量。
在1968年，這顆恆星被歸類為光譜聯星，表明它有一個週期為3.68天、軌道離心率為0.45的軌道恆星伴星。後續的研究將這段時間延長至3.24天。然而，在2006年，人們認識到光譜的變化可能是大氣或恆星風變化的結果，因此它更有可能只是一顆恆星。哈萊阿卡拉天文台使用3.67米先進光電系統望遠鏡進行的散斑干涉量測觀測未能檢測到第二顆恆星。
1961年，根據這顆恆星的自行表示空間速度大於30公里/秒的標準，少衛 (右垣)被認為是一顆經從星團NGC 1502中拋出的速逃星候選者。這是基於恆星和星團的運動學特性，以及這顆恆星在缺乏星協的高銀緯的地區。在一百萬年的時間裡，這顆恆星應該在天空中已移動了1.4°，而據估計它只有200萬年的歷史。
像這樣失控的恆星，其恆星風以超音速穿過星際介質，會由於衝壓力，使它們的風受到弓形震波的限制。這種弓形震波中的塵埃可以使用紅外望遠鏡探測到。美國國家航空暨太空總署的寬視場紅外巡天探測器（WISE）就觀察到了這樣的弓形震波。這顆恆星的行進速度在每秒680到4200公里之間：時速在150到940萬英里之間。

## 外部連結
- HR 1542 （页面存档备份，存于）, entry in the Bright Star Catalogue
- Alpha Camelopardalis in Aladin
- Image of the constellational matrix formed by viewing the constellational lines at 16,000 light-years from the sun. Spike at the left is Alpha Camelopardalis. Archive.today的存檔，存档日期2013-01-02